# 壞蛋聯盟
《壞蛋聯盟》（英語：The Bad Guys）是一部2022年美國3D電腦動畫搶劫喜劇電影，由夢工廠動畫公司製作、環球影業發行。該片改編自艾倫·布雷比的同名兒童圖書系列，由皮埃爾·佩里費爾執導，伊坦·柯亨和希拉蕊·溫斯頓共同編劇，主要配音員包括山姆·洛克威爾、奧卡菲娜、安東尼·拉莫斯、馬克·馬龍、克雷格·羅賓森、薩琪·畢茲、艾利克斯·布斯汀、理察·艾歐阿德和莉莉·辛格。
《壞蛋聯盟》2022年3月16日開始先在國際市場發布，2022年4月22日美國以2D和RealD 3D格式上映，由環球影業發行。電影在影評界獲得普遍正面的評價，影評家們主要稱讚動畫藝術、編劇、幽默風格和配音演出。電影入圍第95屆奧斯卡金像獎最佳動畫片角逐名單，但未進入決選，本片還獲得第50屆安妮獎五項獎項提名。

## 故事內容
本片描述由五名壞蛋組成的知名犯罪組織「壞蛋聯盟」遭到當局逮捕，為了不坐牢，他們打算假裝改邪歸正，這將是他們迄今為止最具挑戰性的任務。

## 主要角色
- 狼先生（Mr. Wolf）

「壞蛋聯盟」成員之一，開車高手，擁有一台黑色跑車，計畫每次聯盟進行搶劫、盜竊等的行動計畫，希望藉着盜取「年度最佳好人獎」獎杯：金色海豚，以名留青史。
- 蛇先生（Mr. Snake）

「壞蛋聯盟」成員之一，保險箱開鎖專家，最喜歡吃天竺鼠和一種叫「彈彈冰」的冰棒，很討厭過生日。
- 食人魚先生（Mr. Piranha）

「壞蛋聯盟」成員之一，十分擅長打架，做事不管後果，一旦緊張便會放出足以令人暈倒的臭屁。
- 鯊魚先生（Mr. Shark）

「壞蛋聯盟」成員之一，十分擅長偽裝，擁有多件偽裝用的衣服，喜歡一種叫「彈彈冰」的冰棒，經常與蛇先生因為搶吃冰棒問題而打架。
- 狼蛛小姐（Ms. Tarantula）

「壞蛋聯盟」成員之一，綽號為「萬絲通」，是一名專業電腦黑客，其技術聲稱是從Youtube上學的，基本上沒系統是她不能黑進去的。
- 芬妮·毛茸茸（Tiffany Fluffit）

電視台第六頻道中《動感新聞》的記者，經常報道有關「壞蛋聯盟」的新聞。
- 橘子果醬教授（Professor Marmalade）

最新一屆「年度最佳好人獎」得主，「心形隕石」的發現者，舉辦「好人晚宴」希望可以籌款幫助那些不幸的人，然而背後卻帶着陰謀。
- 黛安·狐辛頓（Diane Foxington）

新上任的加州州長，功夫十分了得，以前是名為「赤紅之爪」的小偷，及後洗心革面。
- 魯金斯局長（Chief Luggins）

警察局長，常被「壞蛋聯盟」戲弄，以拘捕「壞蛋聯盟」作為目標。

## 配音員
| 配音員          | 配音員 | 配音員 | 角色              |
| 美國            | 台灣   | 香港   | 角色              |
| --------------- | ------ | ------ | ----------------- |
| 山姆·洛克威爾   | 蕭東意 | 高翰文 | 狼先生（）        |
| 馬克·馬龍       | 陳國偉 | 周志輝 | 蛇先生（）        |
| 安東尼·拉莫斯   | 持修   | 陳楚鍵 | 食人魚先生（）    |
| 克雷格·羅賓森   | 張騰   | 邱萬城 | 鯊魚先生（）      |
| 奧卡菲娜        | 孫盛希 | 馬慧琪 | 狼蛛小姐（）      |
| 莉莉·辛格       | 衛映伶 | 葉嘉敏 | 蒂芬妮·毛茸茸（） |
| 理察·艾歐阿德   | 謝一帆 | 張裕東 | 橘子果醬教授（）  |
| 薩琪·畢茲       | 陳貞伃 | 顧詠雪 | 黛安·狐辛頓（）   |
| 艾利克斯·布斯汀 | 詹盈姿 | 林燕婷 | 魯金斯局長（）    |

## 製作
2017年7月22日，幾家工作室表示有興趣將艾倫·布雷比創作的《壞蛋聯盟》系列改編成電影。2018年3月，據《綜藝》報導夢工廠動畫公司正在開發一部《壞蛋聯盟》電影，由伊坦·柯亨編劇。2019年10月，據報導該片將由皮埃爾·佩里費爾執導，柯亨和希拉蕊·溫斯頓（Hilary Winston）共同編劇，這將是佩里費爾的導演處女作。2021年6月22日，《蜘蛛人：新宇宙》的作曲家丹尼爾·彭伯頓簽約為電影配樂。2021年7月28日，宣佈山姆·洛克威爾、奧卡菲娜、安東尼·拉莫斯、馬克·馬龍、克雷格·羅賓森、薩琪·畢茲、艾利克斯·布斯汀、理察·艾歐阿德和莉莉·辛格加入配音陣容，而柯亨、布雷比和派屈克·休斯擔任執行製片人。

### 動畫
電影的動畫設計靈感來自2018年電影《蜘蛛人：新宇宙》，夢工廠採用了比以前的電影更具說明性和風格化的美學。角色設計的靈感來自一眾名導演的混合風格，如呂克·貝松的《第五元素》、麥可·曼恩的《烈火悍將》、史蒂文·索德伯格的《瞞天過海》、昆汀·塔倫蒂諾的《霸道橫行》和《低俗小說》。這部電影的靈感也來自《夏洛克獵犬》和《魯邦三世》等動漫，以及法國-比利時動畫電影《花都友奇緣》如何影響角色的方法。
電影的大部分動畫由DWA Glendale提供，但Jellyfish Pictures則使用Premo和Moonray等專有軟體處理額外的資產製作服務，以及一個為2D效果而建立的新工具允許動畫師在角色框架的周圍畫出移動線條。這部電影的開場晚餐場景受到《低俗小說》中類似的開場場景的啟發，是夢工廠動畫史上最長的一次性鏡頭，時長2分25秒7幀。

## 發行
《壞蛋聯盟》由環球影業原定於2021年9月17日美國上映。2020年12月，宣佈受2019冠狀病毒病疫情影響該片將延期上映。2021年3月，宣佈該片將於2022年4月15日在美國上映。2021年10月，宣佈該片延期一週上映。

### 評價
爛番茄根據173條評論，本片獲得88%的新鮮度，觀眾投票獲得89%的分數，平均得分為4.3／5，網站影評家共識寫道：「快節奏、有趣且充滿多彩視覺吸引力，《壞蛋聯盟》對於尋求全家都能享受的選擇的觀眾來說，是個好消息。」。在Metacritic上，本片獲得64分。

### 票房
| 上一届： 《怪獸與鄧不利多的秘密》 | 2022年美國週末票房冠軍 第16-17週     | 下一届： 《奇異博士2：失控多重宇宙》 |
| 上一届： 《我是真的討厭異地戀》   | 2022年中国内地一周票房冠军 第18-22週 | 下一届： 《侏羅紀世界：統霸天下》    |